# William Carey

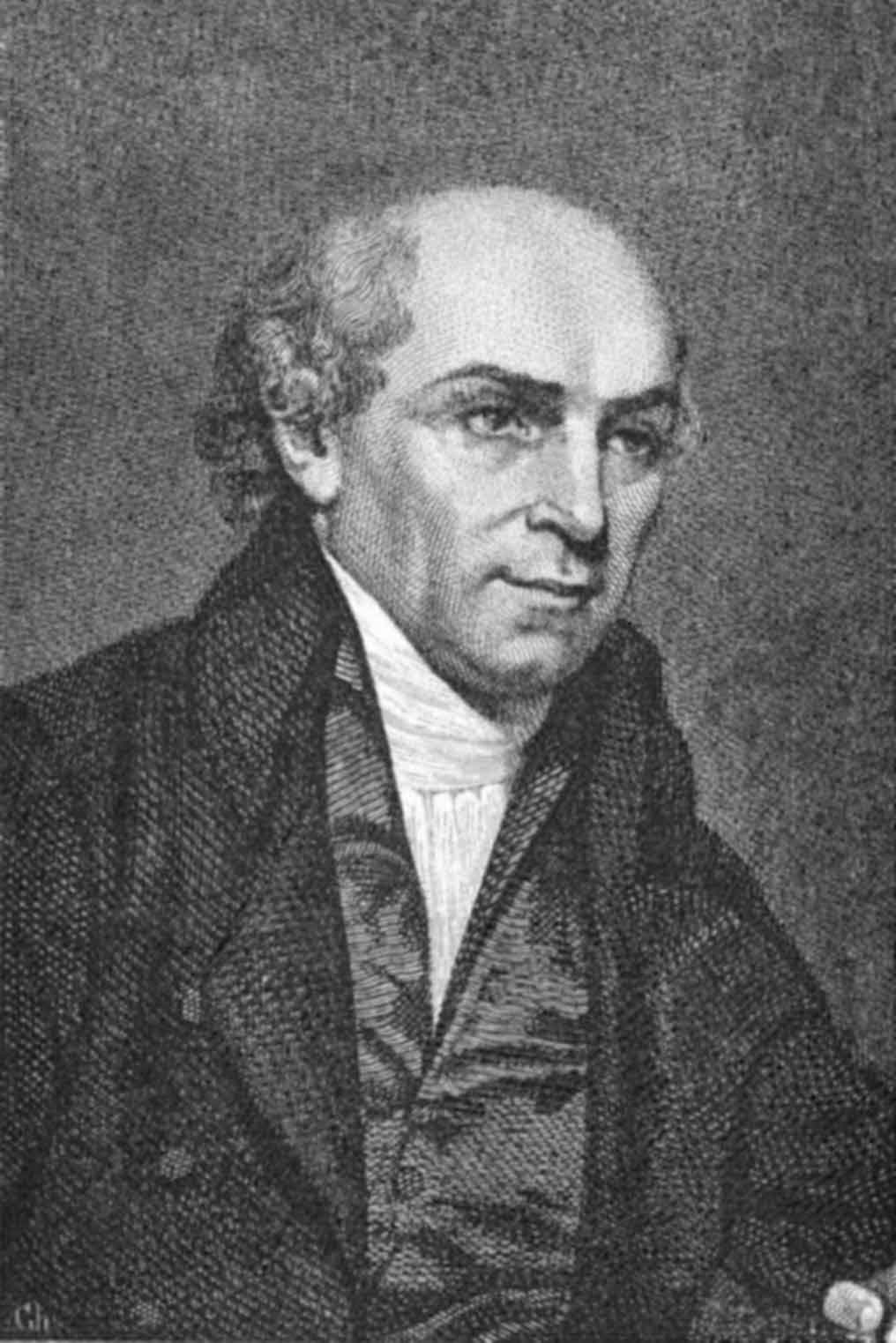
William Carey

William Carey (Paulersbury (Northampton), 17 augustus 1761 - Serampore bij Calcutta, 9 juni 1834) was een Engelse baptistische zendeling en wordt gezien als de ‘vader van de moderne zending’. Carey is de oprichter van de Baptist Missionary Society. Als zendeling in India vertaalde hij de Bijbel in het Bengaals, Sanskriet en nog een aantal andere talen en dialecten.

## Jeugd
Carey, de oudste van vijf kinderen, was de zoon van Edmund en Elizabeth Carey. Het gezin behoorde tot de Church of England. Op zijn zesde werd zijn vader aangesteld tot klerk en schoolmeester van de stad waar Carey woonde. Als kind had hij een natuurlijke interesse in natuurwetenschappen, met name in botanica. Hij bezat ook een talenknobbel en leerde zichzelf Latijn.
Op zijn 14e ging Carey in de leer bij een schoenmaker. Zijn baas, Clarke Nichols, was ook aangesloten bij de Church of England, maar John Warr, een andere werknemer van Nichols, was aangesloten bij de onafhankelijke groep die zich had afgescheiden van de Church of England. Door zijn invloed verliet Carey ook de Church of England en begon bijeenkomsten van de afgescheidenen in Hackleton bij te wonen. In die tijd leerde Carey zichzelf ook het Grieks aan.
Carey ging op zoek naar een nieuwe werkgever, toen Nichols in 1779 overleed. Dit werd Thomas Old. In 1781 trouwde hij met de schoonzus van Old, Dorothy Placket, die, anders dan Carey, niet naar school was geweest: zij was analfabeet. Zij schonk Carey zes kinderen, vier zonen en twee dochters. Beide dochters overleden kort na de geboorte. Thomas Old overleed ook niet lang na het huwelijk en Carey nam van hem de zaak over, terwijl hij in zijn vrije uren zichzelf bekwaamde in het Hebreeuws, Italiaans, Nederlands en Frans.

## Vorming van de Baptist Missionary Society
Carey raakte betrokken bij de plaatselijke baptistenkerk en kwam in contact met in die tijd bekende sprekers als John Ryland en Andrew Fuller. Zij nodigden hem uit om elke zondag te komen preken in een kerk in Barton, een stadje vlakbij. Op 5 oktober 1783 liet Carey zich dopen en sloot zich aan bij de baptisten.
In 1785 werd Carey aangesteld als schoolmeester in Moulton. Hij werd ook voorganger in de lokale baptistenkerk. In deze tijd las hij het boek van Jonathan Edwards Account of the Life of the Late Rev. David Brainerd en de dagboeken van ontdekkingsreiziger James Cook. Daardoor voelde hij zich geroepen om het evangelie van Jezus Christus over de hele wereld te verspreiden. Zijn vriend Andrew Fuller had kort daarvan het pamflet The Gospel Worthy of All Acceptation, waarin hij de strijd aanging met het heersende tijdsbeeld dat de mens niet zelf verantwoordelijk was voor zijn geloof, maar dat God bepaalde wie zou geloven. Op een bijeenkomst van voorgangers stelde Carey de vraag of het niet de taak was van alle christenen om het evangelie wereldwijd te verspreiden. Hij zou als antwoord hebben gekregen: "Jongeman, ga zitten. Wanneer God wil dat de heidenen tot geloof komen, dan doet hij dat wel zonder jou of mij.”
In 1789 werd Carey fulltimevoorganger in de kleine baptistenkerk van Leicester. Drie jaar later publiceerde hij het boek An Enquiry into the Obligations of Christians to use Means for the Conversion of the Heathens. Dit boek bestond uit vijf hoofdstukken. In het eerste gedeelte gaf hij een theologische onderbouwing waarom het zendingsbevel Matteüs 28:18-20 van Jezus nog steeds voor alle christenen bindend zou zijn. In het tweede hoofdstuk gaf hij een overzicht van de geschiedenis van de christelijke zending vanaf de eerste kerk tot David Brainerd en John Wesley. In hoofdstuk 3 gaf hij een overzicht van elk land, met informatie over de bevolking en heersende religie. In het vierde deel gaf hij een overzicht met aandachtspunten voor zendelingen, en in deel vijf riep hij de verschillende baptistenkerken op om een zendingsgenootschap te vormen.
Carey zou later tijdens een zendingspreek de uitspraak doen die het meest bekend is gebleven: “Verwacht grote dingen van God. Onderneem grote dingen voor God.” Uiteindelijk overwon hij binnen zijn eigen denominatie de bezwaren tegen zending en in oktober 1792 werd de Baptist Missionary Society gevormd. Fondsen werden geworven en er was contact met een zendingsarts, Dr. John Thomas, die in Calcutta werkte. Thomas was op dat moment in Engeland, en Carey kon met hem meegaan.

## Vertrek naar India
Samen met zijn oudste zoon Felix vertrok Carey in april 1793 met een Engels schip naar India. Zijn vrouw, die zwanger was van hun vierde zoon, had geweigerd om mee te gaan. De reis liep ook niet zo voorspoedig als gepland. De kapitein kreeg bericht dat de zendelingen niet welkom waren in Calcutta, dat op dat moment werd bestuurd door de Britse Oost-Indische Compagnie en weigerde de zendelingen verder te vervoeren. De Compagnie was bang voor religieuze onrust, als er bekeringspogingen zouden worden ondernomen. Uiteindelijk werd er in juni 1793 een Deense kapitein gevonden die het wel aandurfde om Carey mee te nemen. De vrouw van Carey, die inmiddels bevallen was, kon nu overtuigd worden toch mee te gaan, samen met haar zus. In november zetten de zendelingen voet aan wal in Calcutta.
Gedurende het eerste jaar gingen de zendelingen om zoek naar manieren om voor zichzelf in het onderhoud te voorzien. Ook begonnen zij Bengaals te leren. Een vriend van Thomas had managers nodig voor een indigoplantage, en zo verhuisde Carey met zijn familie naar Mudnabatty. In de zes jaar dat zij hier werkten en woonden vertaalde Carey het Nieuwe Testament in het Bengaals en zette hij de principes uiteen hoe een zendingsgemeenschap zou moeten worden gevormd. Vereisten waren een gemeenschappelijk leven, financiële onafhankelijkheid en de training van lokale werkers. In die jaren overleed Careys zoon Peter aan dysenterie. Daardoor kreeg Dorothy Carey een zenuwinzinking die ze nooit te boven zou komen.
Ondertussen gingen ook andere zendelingen scheep naar India. Als eerste kwam John Fountain, die een eigen school begon. Hij werd gevolgd door William Ward, een drukker, Joshua Marshman, een onderwijzer en David Brunsdon, een van Marshmans studenten, en William Grant, die al drie weken na aankomst overleed. De zendelingen konden zich vestigen in de Deense kolonie in Serampore, omdat de Britse Oost Indische Companie bekeringswerk verbood en de zendelingen dus niet goed gezind was.

## Latere periode in India
In Serampore werd een huis betrokken waar ruimte was voor alle werkers en voor een school. Ward zette een eigen drukkerij op en begon met het drukken van de bijbel in Bengaals. In augustus 1800 overleed ook Fountain aan dysenterie. Aan het eind van het  jaar diende de eerste bekeerling zich aan, een hindoegelovige Krishna Pal genaamd. De Deense overheid ondersteunde de missie en ze verwierven uiteindelijk ook de goodwill van Richard Wellesley, de gouverneur-generaal van India.
De bekering van Hindoes tot het christendom stelde de zendelingen voor de vraag of bekeerlingen bij hun eigen kaste moesten blijven. In 1802 trouwde een dochter van Krishna Pal, zelf van lagere kaste, met een Brahmin. Dit huwelijk was een publieke demonstratie dat de kerk het kastensysteem afwees.
Brundson en Thomas overleden in 1801. In datzelfde jaar werd een school geopend in Fort William, bedoeld voor met name Indiërs. Carey kreeg een positie aangeboden als hoogleraar in het Bengaals. De ervaring die Carey opdeed stelde hem in staat om zijn Bengaalse tekst op verschillende punten te verbeteren. Hij vervaardigde woordenboeken voor het Bengaals en Sanskriet, en begon met een vertaling in het Sanskriet. Hij gebruikte ook zijn invloed bij de Engelse overheid om een einde te maken aan de kinderoffers en aan de zogeheten weduweverbranding. Met het geld dat hij verdiende ondersteunde hij de zending.
Dorothy Carey overleed in 1807. Zij was na het overlijden van haar zoon, nooit meer de oude geworden. Carey hertrouwde een jaar later met de Deense Charlotte Rhumohr, op intellectueel niveau Carey's gelijke.
Intussen zorgde de drukkerij ervoor dat de Bijbel in het Bengaals, Sanskriet en andere belangrijke talen en dialecten werd verspreid. Andersom begon Carey ook met het vertalen van geschriften in het Sanskriet naar de Engelse taal om ze toegankelijk te maken voor zijn eigen volksgenoten. Op 11 mei 1812 was een grote brand in de drukkerij, met een schade van tienduizend pond. Erger was echter al het materiaal dat verloren was gegaan. De pers zelf was echter gespaard gebleven en binnen een half jaar kon er een vervolg worden gemaakt. In totaal zou tijdens Careys leven de Bijbel in 44 verschillende talen worden gedrukt en verspreid.
In 1818 stichtte het zendingsgenootschap Serampore College met het oog op de training van lokale werkers. De koning van Denemarken gaf toestemming aan de school om de verschillende wetenschappelijke graden te verstrekken aan haar studenten. Daarmee was Serampore de eerste opleiding in Azië met die bevoegdheid.
Carey’s tweede vrouw overleed in 1821, gevolgd door zijn oudste zoon Felix. In 1823 hertrouwde Carey voor een derde maal met de weduwe Grace Hughes.
In de loop van de jaren ontstond er onrust binnen de Missionairy Society, doordat de oude zendelingen overleden en werden vervangen door mensen met minder ervaring. Niet iedereen deelde de visie op het belang van het gemeenschapsleven, en een enkeling ging zelfs zo ver “een eigen huis, een eigen stal en een eigen dienaar” te eisen. Het conflict liep zo hoog op dat Carey de banden met het zendingsgenootschap verbrak en op het terrein van Serampore College ging wonen. Daar bleef hij preken en lesgeven tot hij op 9 juni 1834 overleed.